# He-Man and the Masters of the Universe
He-Man and the Masters of the Universe (No Brasil: He-Man e os Defensores do Universo ou He-Man e os Mestres do Universo, em Portugal: He-Man e os Donos do Universo) é uma série de televisão animada dos Estados Unidos produzida pela Filmation com base na linha de brinquedos Masters of the Universe da Mattel. A série, muitas vezes referido como simplesmente He-Man, foi um das séries animadas mais populares da década de 1980, e é considerada cult até os dias atuais.

## Sinopse
O programa se passa no planeta fictício de Eternia, um planeta de magia, mitos e fantasia. Seu personagem principal é o Príncipe Adam, o jovem filho dos governantes de Eternia, o Rei Randor e a Rainha Marlena. Sempre que o Príncipe Adam levanta a Espada do Poder e grita “Pelos Poderes do Grayskull!” Ele é dotado de “fabulosos poderes secretos” que o transformam em “He-Man, o homem mais poderoso do universo”. Juntamente com seus aliados próximos, o Gato Guerreiro (que na verdade é a transformação do tigre medroso de Adam, Pacato), a Feiticeira, Teela, Mentor e Gorpo, He-Man usa seus poderes para defender Eternia das forças do mal de Esqueleto. O principal objetivo da Esqueleto é conquistar a misteriosa fortaleza de Castelo de Grayskull, a fonte dos poderes de He-Man. Caso seja bem sucedido, Esqueleto teria poder suficiente para governar Eternia e, possivelmente, o universo inteiro.

## Histórico da produção
A empresa Mattel lançou o action figure de He-Man em 1983; a história de fundo da franquia foi desenvolvido pelo estúdio de animação Filmation. Em 1° de dezembro de 1982, Michael Palperin escreveu uma “bíblia da série”. Algum tempo depois, ambas as empresas lançaram a ideia para a rede ABC, que a recusou. A série resultante, He-Man and the Masters of the Universe, estreou através da sindicação em setembro de 1983, e tornou-se a primeira série sindicada baseada em um brinquedo. Em 1984, foi visto em 120 emissoras dos Estados Unidos e em mais de 30 países. Apesar das técnicas de animação limitada que foram usadas para produzir a série, He-Man foi notável por quebrar os limites da censura que restringiu severamente o escopo narrativo da programação de TV infantil na década de 1970. Pela primeira vez em anos, uma série de desenhos animados poderia apresentar um super-herói musculoso que realmente podia atingir as pessoas (embora na maioria da das vezes, ele usasse movimentos de estilo wrestling em vez de realmente atingir inimigos), embora ele ainda não pudesse usar sua espada com frequência; He-Man optou por retirar seus oponentes e jogá-los em vez de acertá-los. O desenho animado foi controverso na medida em que foi produzido em conexão com o marketing de uma linha de brinquedos; a publicidade para crianças foi controversa durante esse período. No Reino Unido, os regulamentos de publicidade proibiram anúncios comerciais para brinquedos He-Man para acompanhar o próprio programa. De forma semelhante a outros shows na época: notavelmente G.I. Joe, uma tentativa de mitigar a publicidade negativa gerada por esta controvérsia foi feita através da inclusão de uma “lição de vida” ou “moral da história” no final de cada episódio. Essa moral geralmente estava diretamente ligada à ação ou ao tema central desse episódio.
O conceito de uma série animada, com um herói que portava uma espada e lutava num mundo fantástico, já havia sido explorada pela própria Filmation na série Blackstar de 1981. O planeta Sagar, onde Blackstar estava exilado, era muito semelhante a Eternia. Blackstar e seu vilão Overlord tinham duas metades duma espada, e embora não referenciado na série animada, He-man e Esqueleto em sua linha de bonecos também tinham duas metades duma espada.
O show foi tão bem sucedido que gerou uma série spin-off, She-Ra: Princess of Power, seguindo as aventuras da irmã de He-Man, a Princesa Adora. As tentativas subsequentes da Mattel de relançar a linha de brinquedos He-Man também levaram à série de curta duração The New Adventures of He-Man no início da década de 1990 e uma atualização da série para um público contemporâneo em 2002.
Também é conhecida por apresentar trabalhos iniciais de roteiro de J. Michael Straczynski, mais tarde o criador da Babylon 5; Paul Dini e Brynne Stephens, ambos que passariam a escrever aclamados episódios de Batman: The Animated Series; o editor da história de Beast Wars, Larry DiTillio; e David Wise, mais tarde o escritor principal da versão animada de Teenage Mutant Ninja Turtles e The Real Ghostbusters. Em 2016, um novo episódio de He-man foi lançado.

## Os Personagens

### Heróis
- Príncipe Adam / He-Man: Filho mais velho do Rei Randor e herdeiro do Trono de Etérnia. Adam recebeu da Feiticeira uma das espadas do poder (a outra ficou guardada com a Feiticeira para, no devido tempo, ser entregue a Adora), que permite que ele se transforme em He-Man tocando-a e invocando os poderes de Grayskull.
- Pacato / Gato Guerreiro (Cringer / Battle Cat): Bichinho de estimação de Adam, mencionado por ele como “seu melhor amigo”. É um tigre verde muito medroso. Ao ser tocado pelo poder da espada de He-Man, ele se transforma no Gato Guerreiro, ficando maior e muito mais corajoso.
- Teela: Filha biológica da Feiticeira. Foi criada desde bebê por Mentor, que prometeu à Feiticeira nunca revelar a Teela quem é sua mãe, para protegê-la dos inimigos da Feiticeira. Teela é a capitã da guarda do Rei Randor. E também é a responsável pelo treinamento de Adam, que sempre a decepciona por passar uma imagem preguiçosa e desinteressada em relação aos seus deveres. Mas, ao mesmo tempo, ela demonstra um certo interesse romântico tanto por Adam quanto por He-Man, sem saber que eles são a mesma pessoa.
- Duncan / Mentor (Man-At-Arms): Cientista do Rei Randor. É muito sábio e ajuda todos os outros heróis da história sempre que pode com suas invenções. É um dos poucos personagens que sabem que Adam é He-Man.
- Feiticeira (Sorceress): Feiticeira era uma personagem da franquia Masters of the Universe. Ela virava uma águia, possuía vários poderes mágicos. A Feiticeira é mãe da Teela, e seu verdadeiro nome é Teela Na.[13] É a defensora principal do Castelo de Grayskul, onde mora. Dentro do castelo, seus poderes quase sempre se mostram invencíveis, embora tenham falhado algumas vezes. Em condições normais, a Feiticeira só pode deixar o castelo transformada em águia, embora algumas vezes tenha conseguido fazer isso em sua forma normal. A Feiticeira se casou uma vez e, desse casamento, teve Teela. Mas nunca se dá nenhuma grande informação sobre isso (só se menciona que o marido dela morreu numa grande guerra ao defender Etérnia).
- Gorpo (Orko): Bobo da corte do Rei Randor. Em Trolla, seu planeta natal, é um grande mago. Mas em Etérnia, seus poderes funcionam invertidos, o que faz com que suas magias geralmente resultem em confusões e situações cômicas. Gorpo também sabe que Adam é He-Man.
- Rei Randor e Rainha Marlena: Soberanos de Etérnia (embora haja vários reis e rainhas espalhados pelo planeta governando regiões restritas, Randor parece ser uma espécie de “rei maior”, pois sua soberania é reconhecida em todo o planeta). Randor é de Etérnia. Marlena é da Terra, onde trabalhava como astronauta. E quando ela caiu acidentalmente em Etérnia, conheceu Randor, com quem se casou e teve Adam e Adora. Algumas passagens do seriado dão a entender que Marlena sabe que Adam é He-Man.
- Aríete (Ram Man): Amigo de He-Man. Aríete parece ser uma espécie de cyborg, pois tem molas no lugar das pernas e uma grande parte de sua cabeça e seus ombros parecem feitos de metal.
- Stratos: Rei dos homens-pássaros, uma espécie de humanoides voadores aliada de He-Man.
- Multi-Faces (Man-E-Faces): Cyborg que pode mudar de cara, adquirindo poderes diferentes a cada mudança.
- Mekaneck: Cyborg com um pescoço mecânico. Pode levantar sua cabeça até a altura que quiser.
- Abelhão (Buzz-Off): Rei do povo-abelha, outra raça humanoide aliada de He-Man.
- Fisto: Antigo vilão que aterrorizava uma floresta. Regenerou-se e se aliou a He-Man. Usa uma espécie de luva mecânica gigantesca em sua mão direita.
- Granamyr: Dragão mais velho de Etérnia. Granamyr é um grande sábio e um dos magos mais poderosos do planeta. Ele tem um grande preconceito contra os humanos e só pede a ajuda deles ou interfere na vida deles em último caso. Isso se deve ao fato de ele ter vivido na época de uma grande guerra entre as duas espécies, há muitos milênios atrás, desde quando os dragões e os humanos de Etérnia não se dão. A princípio, He-Man parece ser o único humano por quem Granamyr tem uma certa consideração. Mas, aos poucos, ele adquire uma visão menos defensiva contra os humanos em geral.
- Zodac: Sábio imortal que, de vez em quando, visita a Feiticeira no Castelo de Grayskull para falar sobre os destinos do Universo. Ele procura não interferir diretamente em nada nem na vida dos humanos nem de nenhuma outra espécie Zodac também sabe que adam é He-Man.
- Princesa Adora / She-Ra: Em Etérnia, é uma princesa, filha do Rei Randor e da Rainha Marlena, e irmã gêmea do Príncipe Adam. Foi separada de sua família quando era bebê e levada para Etheria por Hordak e criada pela Horda, se tornando assim Capitã da Guarda. Após receber a espada da proteção e descobrir que é irmã gêmea de Adam, ela deixa a Horda e passa a lutar contra a tirania de Hordak se tornando a líder da Grande Rebelião.

### Vilões
- Esqueleto (Skeletor): Vilão principal do seriado. Esqueleto é um feiticeiro que invadiu Etérnia há muitos anos, quando Hordak, seu mestre na época, atacou o planeta. E com a fuga de Hordak depois de sua derrota, Esqueleto se apossou da Montanha da Serpente, a base de Hordak em Etérnia na época. O objetivo principal dele é invadir o Castelo de Grayskull, para se apoderar de todo o conhecimento que ali existe e assim dominar Etérnia e até mesmo o Universo. Esqueleto é um dos feiticeiros mais poderosos de Etérnia. E várias vezes seu poder chegou a derrotar (embora só momentaneamente) até mesmo a Feiticeira. Quase todos os outros vilões de Etérnia trabalham para ele ou pelo menos já trabalharam em algum momento.
- Maligna (Evil-Lyn): A única súdita feminina de Esqueleto. Ela é uma bruxa muito poderosa, mas seu poder nunca consegue fazer frente ao de Esqueleto. Entretanto, seus colegas da Montanha da Serpente parecem ter bastante medo dela e sempre se submetem às suas ordens. Maligna já tentou várias vezes passar a perna em Esqueleto e se apoderar de Etérnia sozinha, mas nunca conseguiu.
- Mandíbula (Trap Jaw): Cyborg que serve frequentemente a Esqueleto. No lugar do braço direito, ele tem uma espécie de prótese onde encaixa várias armas diferentes. Mas foram poucas as vezes em que ele deu trabalho de fato a He-Man.
- Homem-Fera (Beast Man): Bobo da corte de Esqueleto. É frequentemente humilhado por seu mestre, até porque é sem dúvida o vilão mais atrapalhado e mais burro da quadrilha de Esqueleto. O Homem-Fera tem o poder de hipnotizar os animais e fazer com que sirvam a ele, Mas nunca consegue muita coisa com isso.
- Aquático (Mer-Man): Homem-peixe da quadrilha de Esqueleto. Às vezes ele aparece junto com um povo humanoide com a mesma aparência dele, só que mais frágil, e que serve a ele (o que dá a entender que ele é um tipo de macho-alfa dessa espécie). Ele é invencível quando se encontra na água, a não ser para o próprio He-Man.
- Triclope (Tri-Klops): Guerreiro da quadrilha de Esqueleto. Ele usa uma espécie de capacete com três olhos diferentes que lhe proporciona tipos diferentes de visão, dependendo de qual olho do capacete ele acione.
- Kobra Khan: Renegado de uma espécie de cobras humanoides (Reptons) de Etérnia. Ele se une a Esqueleto, passando a servi-lo.
- Multi-Garras (Clawful): Uma criatura que parece uma mistura de homem, lagarto e caranguejo. Serve a Esqueleto.
- Lagartauro (Whiplash): Homem-lagarto que serve a Esqueleto. Sua residência oficial é uma caverna onde vivem vários demônios subterrâneos.
- Webstor: Aranha humanoide da quadrilha de Esqueleto. Usa uma espécie de mochila nas costas onde ele guarda uma corda que pode esticar ou retrair.
- Spike (Spikor): Cyborg da quadrilha de Esqueleto. Tem o corpo coberto de espinhos de metal, mas é quase tão burro quanto o Homem-Fera.
- Modulok: A princípio, era um cientista humano que foi preso por ter cometido crimes. Mas se submeteu a uma experiência mutante que o transformou num monstro vermelho com três pernas. Lutou sozinho contra He-Man algumas vezes e depois se aliou a Esqueleto. Mais tarde, deixou a quadrilha de Esqueleto e foi se aliar a Hordak.
- Mal Em Dobro (Two-Bad): Criatura com duas cabeças que vive brigando entre si e serve a Esqueleto.
- Iceman: Apareceu em apenas um episódio servindo ao Esqueleto; é o capanga que controla o gelo.
- Semente do Mal (Evilseed): Homem-planta que tentou conquistar Etérnia com um ataque de trepadeiras gigantescas e ferozes que cresciam de forma impressionante. Atacou tanto He-Man quanto Esqueleto. E para derrotá-lo, os dois tiveram que se unir. Aparentemente, Semente do Mal morreu ao ser atingido por uma tempestade de neve provocada pela combinação dos poderes de He-Man, Esqueleto, a Feiticeira e Gorpo.

## No Brasil
O desenho foi apresentado nos programas Balão Mágico, Xou da Xuxa, TV Colosso, Angel Mix e TV Globinho com grande sucesso na Rede Globo. A antiga versão foi exibida pela Rede Record, Rede Família, TV Unisinos, RBTV, enquanto a versão feita em 2002 foi exibida pela Rede Globo pela Tv Xuxa em 2007. Em 27 de Abril de 2009, foi exibida por alguns meses na TV Diário do Ceará. A versão clássica foi exibida nos canais fechados, passou pelo Cartoon Network, Boomerang e Tooncast junto com as Novas Aventuras de He-man e desde o dia 15 de Junho de 2012 na inauguração do canal Gloob. O desenho também já teve uma transmissão rápida e obscura no extinto canal agropecuário Novo Canal através do bloco “TV Kids”, e também no canal Cine+. Foi exibido também pelo serviço de streaming Netflix. Recentemente foi ao ar na Rede Brasil no pelo bloco Sessão Animada, Atualmente é exibido pela ISTV no bloco Hora Animada.
A dublagem brasileira, feita nos estúdios da Herbert Richers, acrescentou três musicas que não faziam parte da trilha sonora original do desenho. No episodio “Semente do Mal” foi acrescentada “Timesteps” de Walter Carlos que na verdade faz parte da trilha sonora do filme Laranja Mecânica. Em outros episódios foram também usados as musicas “Fantasía de Piratas” e “Fu-Man-Chu” do grupo espanhol de musica eletrônica “Azul y negro”.

### Produtos
O sucesso de He-Man foi aproveitado para lançar vários produtos:
- Álbum de figurinhas: lançado pela Cedibra continha imagens extraídas de episódios do desenho. Vinha com um poster da transformação de He-Man.
- Coleção de bonecos.
- Revista em quadrinhos: lançada pela Editora Abril.
- Músicas:
  - O Trem da Alegria gravou o sucesso “He-Man” no álbum Trem da Alegria de 1986. A música teve ótima repercussão nas rádios do Brasil.[14]
  - Xuxa gravou a música She-Ra, em que pede: “Por Grayskull She-Ra, me apresenta pro He-Man, teu irmãozinho é uma gracinha e eu sou todinha do bem!”
- Em VHS na América Vídeo com Paris Filmes.
- Em DVD atualmente está na Focus Filmes em 2007.